# Kajkawus I
Kajkawus I (pers. عز الدين كيكاوس پور كيخسرو)  (zm. 1220) – sułtan seldżuckiego Sułtanatu Rum, syn Kaj Chusraua I. Panował w latach 1211–1220.
Obejmując po śmierci ojca panowanie stłumił najpierw w 1213 roku rebelię bejów a następnie pokonał wojska Trapezuntu biorąc do niewoli cesarza Aleksego I. W zamian za uwolnienie cesarstwo zobowiązało się do płacenia rocznego trybutu i pod panowanie Seldżuków trafiła Synopa. W 1215 odbił z rąk wojsk cypryjskich Antalyę.